# آغوزبن (رودبار)
 آغوزبن، روستایی از توابع بخش مرکزی شهرستان رودبار در استان گیلان ایران است.

## جمعیت
این روستا در منطقه (رودبار زیتون)قرار دارد و براساس سرشماری مرکز آمار ایران در سال ۱۳۸۵، جمعیت آن ۴۲۷ نفر (۱۰۴خانوار) بوده‌است.

## زبان
مردم آغوزبن تات هستند و به زبان تاتی سخن می‌گویند.